# Lester Piggott
Pour les articles homonymes, voir Piggott (homonymie).
Lester Keith Piggott, né le 5 novembre 1935 à Wantage en Angleterre et mort le 29 mai 2022 à Genève en Suisse, est un jockey britannique, considéré comme l’un des plus grands de l’histoire des courses.
Membre du Hall of Fame des courses britanniques, Il remporte 4 493 courses durant sa carrière, dont neuf Derby d’Epsom et trois Prix de l’Arc de Triomphe.

## Biographie
Lester Piggott court sa première course à l’âge de douze ans en 1948 sur l’hippodrome de Haydock Parket. Il ne tarde pas à s’illustrer, si bien qu’on lui confie très vite des chevaux de haut niveau. À dix-huit ans, il remporte son premier Derby d’Epsom, en selle sur Never Say Die, en 1954. Il en gagne huit autres – record à battre. Curieusement grand pour un jockey de courses de plat, puisqu’il mesure 1,73 m, Lester Piggott doit faire face durant toute sa carrière à des problèmes de poids, et doit lutter pour se maintenir autour de 51 kg. Sa monte atypique bouleverse les habitudes des jockeys, avant que tous ne l’adoptent. Lester Piggott s’associe avec de grands noms des courses, notamment les entraîneurs Noel Murless, Vincent O'Brien ou Henry Cecil. Il endosse les plus prestigieuses et est le partenaire de chevaux légendaires, tels Nijinsky, Dahlia ou Shergar. Il est sacré onze fois tête de liste des jockeys en Angleterre.
À l’issue de la saison 1985, Lester Piggott annonce qu’il met fin à sa carrière pour devenir entraîneur. Deux ans plus tard, il est condamné à trois ans de prison pour fraude fiscale, et est incarcéré un an, ce qui lui vaut d’être déchu de son titre de membre de l’ordre de l’Empire britannique auquel il avait été admis en 1975. À la surprise générale, Piggott reprend sa carrière de jockey en 1990. Malgré son âge avancé (il a alors 55 ans), il retrouve rapidement le plus haut niveau : quelques jours après avoir effectué ce come back, il décroche le Breeders’ Cup Mile avec Royal Academy, la dernière grande victoire de Vincent O’Brien. Il renoue avec le classicisme, gagnant les 2000 guinées avec Rodrigo de Triano en 1992, mais aussi avec les dangers, quand la même année il tombe violemment dans le Breeders’ Cup Sprint en selle sur Mr. Brooks. À la fin de l’année 1994, Lester Piggott, qui est l’un des plus vieux jockeys en activité sur la planète, raccroche définitivement les bottes.
La récompense annuelle décernée aux jockeys anglais est nommée en son honneur, les « Lester Award ». Il reçoit par ailleurs le Daily Telegraph Award of Merit en 1992, et est le premier jockey introduit au Hall of Fame des courses britanniques lors de sa création, en 2021.
Lester Piggott meurt à Genève le 29 mai 2022, à l’âge de 86 ans,.

## Palmarès dans les courses deGroupe I
Royaume-Uni
- Derby d’Epsom – 9 – Never Say Die (1954), Crepello (1957), St Paddy (1960), Sir Ivor (1968), Nijinsky (1970), Roberto (1972), Empery (1976), The Minstrel (1977), Teenoso (1983)
- Oaks – 6 – Carozza (1957), Petite Étoile (1959), Valoris (1966), Juliette Marny (1975), Blue Wind (1981), Circus Plume (1984)
- 2000 Guinées – 5 – Crepello (1957), Sir Ivor (1968), Nijinsky (1970), Shadeed (1985), Rodrigo de Triano (1992)
- 1000 Guinées – 2 – Humble Duty (1970), Fairy Footsteps (1981)
- St Leger – 8 – St Paddy (1960), Aurelius (1961), Ribocco (1967), Ribero (1968), Nijinsky (1970), Athens Wood (1971), Boucher (1972), Commanche Run (1984)
- King George VI and Queen Elizabeth Diamond Stakes – 7 – Meadow Court (1965), Aunt Edith (1966), Park Top (1969), Nijinsky (1970), Dahlia (1974), The Minstrel (1977), Teenoso (1984)
- Ascot Gold Cup – 11 – Zarathustra (1957), Gladness (1958), Pandofell (1961), Twilight Alley (1963), Fighting Charlie (1965), Sagaro (1975, 1976 & 1977), Le Moss (1979), Ardross (1981 & 1982)
- Champion Stakes – 5 – Petite Étoile (1959), Pieces of Eight (1966), Sir Ivor (1968), Giacometti (1974), Rodrigo de Triano (1992)
- Cheveley Park Stakes – 4 – Fleet (1966), Lalibela (1967), Durtal (1976), Marwell (1980)
- Cork & Orrery Stakes (Golden Jubilee Stakes – 9 – Right Boy (1958 & 1959), Tin Whistle (1960), El Gallo (1963), Mountain Call (1968), Welsh Saint (1970), Saritamer (1974), Thatching (1979), College Chapel (1993)
- Coronation Cup – 9 – Zucchero (1953), Nagami (1959), Petite Étoile (1960 & 1961), Park Top (1969), Roberto (1973), Quiet Fling (1976), Sea Chimes (1980), Be My Native (1983)
- Coronation Stakes – 5 – Aiming High (1961), Calve (1972), Lisadell (1974), Roussalka (1975), Chalon (1982)
- Dewhurst Stakes – 10 – Crepello (1956), Follow Suit (1962), Ribofilio (1968), Nijinsky (1969), Crowned Prince (1971), Cellini (1973), The Minstrel (1976), Try My Best (1977), Monteverdi (1979), Diesis (1982)
- Eclipse Stakes – 7 – Mystery IX (1951), Darius (1955), Arctic Explorer (1957), St Paddy (1961), Pieces of Eight (1966), Wolver Hollow (1969), Artaius (1977)
- Falmouth Stakes – 7 – Sylphide (1957), Green Opal (1960), Chrona (1966), Vital Match (1969), Chalon (1982), Niche (1993), Lemon Souffle (1994)
- Fillies’ Mile – 4 – Escorial (1973), Miss Pinkie (1976), Cherry Hinton (1977), Oh So Sharp (1984)
- Haydock Sprint Cup – 3 – Green God (1971), Abergwaun (1972), Moorestyle (1980)
- International Stakes – 5 – Dahlia (1974 & 1975), Hawaiian Sound (1978), Commanche Run (1985), Rodrigo de Triano (1992)
- July Cup – 10 – Vigo (1957), Right Boy (1958 & 1959), Tin Whistle (1960), Thatch (1973), Saritamer (1974), Solinus (1978), Thatching (1979), Moorestyle (1980), Mr Brooks (1992)
- Lockinge Stakes – 6 – Sovereign Path (1960), The Creditor (1964), Sparkler (1973), Belmont Bay (1981), Polar Falcon (1991), Swing Low (1993)
- Middle Park Stakes – 6 – Petingo (1967), Steel Heart (1974), Junius (1978), Mattaboy (1980), Cajun (1981), Diesis (1982)
- Nassau Stakes – 5 – Aunt Edith (1965), Haymaking (1966), Cheveley Princess (1973), Roussalka (1975 & 1976)
- Nunthorpe Stakes – 7 – Right Boy (1958 & 1959), Matatina (1963), Caterina (1966), Tower Walk (1969), Swing Easy (1971), Solinus (1978)
- Prince of Wales’s Stakes – 3 – Gift Card (1973), Anne’s Pretender (1976), Crimson Beau (1979)
- Queen Anne Stakes – 5 – Sparkler (1972), Baptism (1979), Belmont Bay (1981), Mr Fluorocarbon (1982), Trojan Fen (1984)
- Queen Elizabeth II Stakes – 4 – The Creditor (1963), Linacre (1964), Hill Rise (1966), To–Agori–Mou (1981)
- Racing Post Trophy – 5 – Ribocco (1966), Noble Decree (1972), Apalachee (1973), Dunbeath (1982), Lanfranco (1984)
- St. James’s Palace Stakes – 5 – Roan Rocket (1964), Petingo (1968), Thatch (1973), Jaazeiro (1978), Bairn (1985)
- Sun Chariot Stakes – 6 – Popkins (1970), Cheveley Princess (1973), Swiss Maid (1978), Topsy (1979), Snow (1980), Home on the Range (1981)
- Sussex Stakes – 6 – Petite Étoile (1959), Roan Rocket (1964), Petingo (1968), Thatch (1973), Artaius (1977), Jaazeiro (1978)
- Yorkshire Oaks – 4 – Petite Étoile (1959), Parthian Glance (1966), Shoot A Line (1980), Awaasif (1982)

 Irlande
- Irish Derby – 5 – Meadow Court (1965), Ribocco (1967), Ribero (1968), The Minstrel (1977), Shergar (1981)
- Irish Oaks – 3 – Santa Tina (1970), Juliette Marny (1975), Godetia (1979)
- Irish St Leger – 3 – Dan Kano (1967), Caucasus (1975), Meneval (1976)
- 1.000 Guinées Irlandaises – 2 – Favoletta (1971), Godetia (1979)
- 2.000 Guinées Irlandaises – 3 – Decies (1970), Jaazeiro (1978), Rodrigo de Triano (1992)
- Irish Champion Stakes – 1 – Commanche Run (1985)
- Moyglare Stud Stakes – 1 – Lemon Souffle (1993)
- National Stakes – 4 – Cellini (1973), Sir Wimborne (1975), El Prado (1991), Fatherland (1992)
- Tattersalls Gold Cup – 2 – Cavo Doro (1973), Elegant Air (1985)

 France
- Prix de l’Arc de Triomphe – 3 – Rheingold (1973), Alleged (1977 & 1978)
- Prix du Jockey Club – 1 – Hard to Beat (1972)
- Prix de Diane – 3 – Mrs Penny (1980), Madam Gay (1981), Lypharita (1985)
- Poule d’Essai des Pouliches – 2 – Rajput Princess (1964), River Lady (1982)
- Grand Prix de Paris – 2 – Roll of Honour (1970), Sagaro (1974)
- Prix de l’Abbaye de Longchamp – 4 – Tower Walk (1969), Balidar (1970), Moorestyle (1980), Mr Brooks (1992)
- Prix de la Forêt – 2 – Moorestyle (1980 & 1981)
- Prix Ganay – 1 – Trillion (1978)
- Grand Critérium (Prix Jean–Luc Lagardère – 3 – Sir Ivor (1967), Breton (1969), My Swallow (1970)
- Grand Prix de Saint–Cloud – 1 – Teenoso (1984)
- Prix Jacques Le Marois – 1 – Nonoalco (1974)
- Prix Jean Prat – 3 – Speedy Dakota (1975), Dom Racine (1978), Night Alert (1980)
- Prix Lupin – 2 – Hard to Beat (1972), Persépolis (1982)
- Prix Marcel Boussac – 3 – Vela (1969), Play It Safe (1981), Midway Lady (1985)
- Prix Maurice de Gheest – 4 – Mountain Call (1968), Abergwaun (1972), Moorestyle (1981), College Chapel (1993)
- Prix Morny – 2 – My Swallow (1970), Nonoalco (1973)
- Prix du Moulin de Longchamp – 3 – Habitat (1969), Gold Rod (1970), Sparkler (1973)
- Prix Royal–Oak – 1 – Ardross (1981)
- Prix Saint–Alary – 1 – Nobiliary (1975)
- Prix de la Salamandre – 2 – My Swallow (1970), Nonoalco (1973)
- Prix Vermeille – 1 – Aunt Edith (1965)
- Prix Robert Papin – 1 – My Swallow (1970)

 États-Unis
- Breeders’ Cup Mile – 1 – Royal Academy (1990)
- Washington, D.C. International – 3 – Sir Ivor (1968), Karabas (1969), Argument (1980)

 Canada
- Canadian International Stakes – 1 – Dahlia (1974)

 Allemagne
- Deutsches Derby – 3 – Orsini (1957), Fanfar (1963), Luciano (1967)

 Italie
- Gran Criterium – 1 – Alhijaz (1991)

 Slovaquie
- Derby slovaque – 1 – Zimzalabim (1993)